# 蟹黄汤包

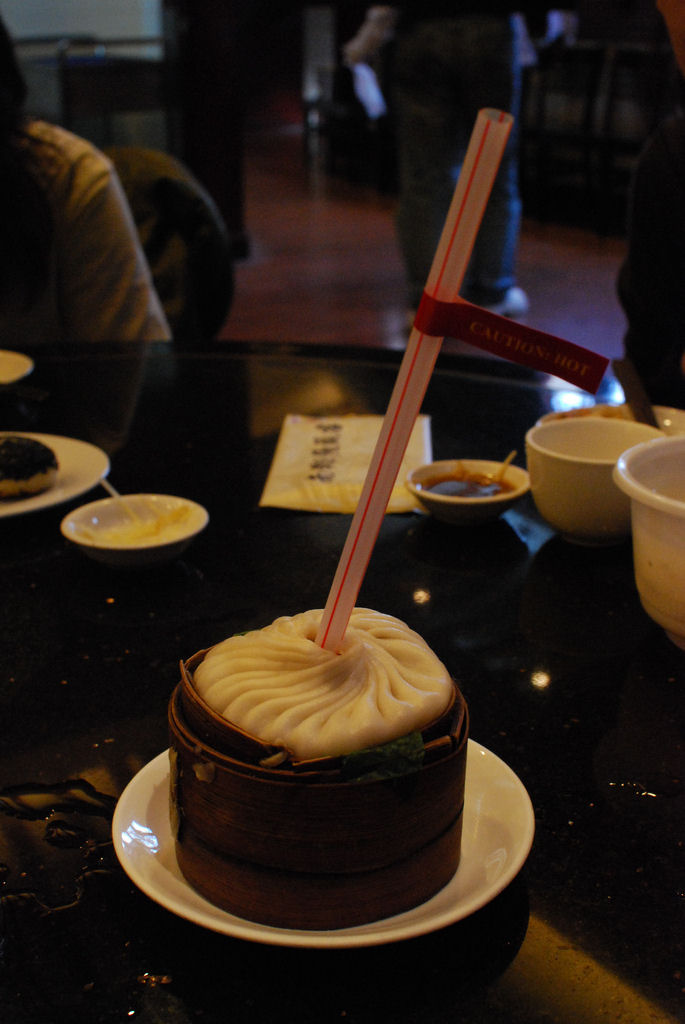
湯包

蟹黄汤包为江苏传统美食，明、清时期已经享有盛誉。其特色是皮薄如纸，以制作“绝”、形态“美”、吃法“奇”出名。
蟹黄汤包的制作原料為螃蟹的蟹黄和蟹肉，汤为原味鸡汤。
其中龙袍蟹黄汤包和靖江蟹黄汤包較爲出名，南京六合区常年举办龙袍蟹黄汤包节，此外扬州等地的汤包也非常有名。

## 對大眾文化的影響
- 1977年，乾隆下江南 (電影)